# Monkey3
A Monkey3 svájci instrumentális progresszív/stoner rock zenekar. 2001-ben alakultak Lausanne-ban.

## Diszkográfia
- Monkey3 (2003)
- 39 Laps (2006)
- Undercover (EP, 2009)
- Beyond the Black Sky (2011)
- The 5th Sun (2013)
- Astra Symmetry (2016) (GER - 93),[2] (SWI - 61)[3]
- Live At Freak Valley (koncert album, 2017)
- Sphere (2019) (GER - 88)[4]

## Videográfia
- Live in Aventicum (2009, DVD)
- Birth of Venus (2013, videoklip)
- Moon (2016, videoklip)
- Mass (közreműködik: Bumblefoot, 2019)